# Humza Yousaf

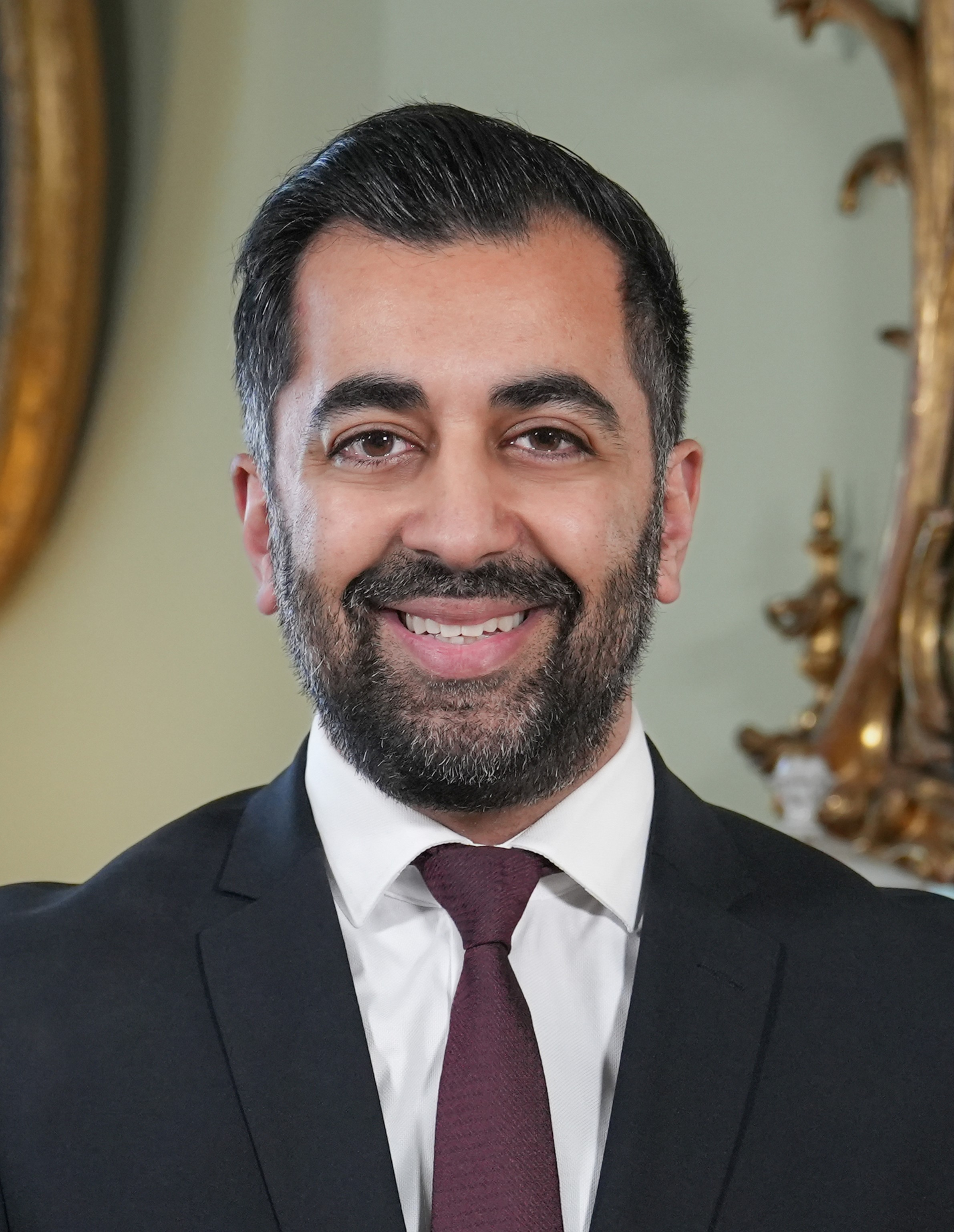
Humza Yousaf, 2023

Humza Haroon Yousaf (Glasgow, 7 april 1985) is een Schots politicus voor de Scottish National Party (SNP). Hij is sinds 2011 lid van het Schotse parlement. Hij vervulde vanaf 2012 verschillende posten in de kabinetten van Alex Salmond en Nicola Sturgeon. Van 2018 tot 2021 was hij minister van Justitie; in 2021 werd hij minister van Volksgezondheid en Sociale Zaken.  
In maart 2023 volgde hij Sturgeon op als partijleider van de SNP en First Minister van de regionale regering van Schotland. Hij werd hiermee de eerste moslim regeringsleider van een West-Europees land. Iets meer dan een jaar later kondigde hij zijn aftreden aan na een conflict met coalitiepartner de Scottish Green Party. Hij werd op 7 mei 2024 als partijleider en first minister opgevolgd door John Swinney.

## Biografie
Yousaf groeide op in zijn geboortestad Glasgow. Zijn grootvader aan vaderskant was in de jaren 1960 vanuit Pakistan naar Schotland geëmigreerd. Zijn vader was een accountant.
Vanaf jonge leeftijd was Yousaf als vrijwilliger betrokken bij maatschappelijke projecten. Hij studeerde politicologie aan de Universiteit van Glasgow en werd tijdens zijn studie in 2005 lid van de SNP. Hij was actief betrokken bij de campagne voor de Schotse parlementsverkiezingen in 2007, die resulteerden in de eerste SNP-regering in Schotland onder leiding van Alex Salmond.
Yousaf was parlementair assistent voor Bashir Ahmad, de eerste moslim die in 2007 in het Schotse parlement werd gekozen. Na Ahmads dood twee jaar later werkte Yousaf als parlementair assistent voor Alex Salmond en Nicola Sturgeon, en als communicatiemedewerker in het hoofdkantoor van de SNP. 

## Politieke loopbaan
In 2011 werd hij zelf in het parlement gekozen als een van de afgevaardigden voor het district Glasgow. 
Op 5 september 2012 benoemde Salmond Yousaf tot onderminister van Externe Betrekkingen en Internationale Ontwikkeling. Hij was de eerste persoon van Aziatische afkomst en de eerste moslim in de Schotse regering. Toen Nicola Sturgeon na het aftreden van Alex Salmond in november 2014 First Minister werd, benoemde ze Yousaf tot onderminister voor Europa en Internationale Ontwikkeling. Bij de verkiezingen voor het Schotse parlement op 5 mei 2016 werd hij gekozen als de afgevaardigde voor het kiesdistrict Glasgow-Pollok. Op 18 mei 2016 werd hij in de tweede regering van Sturgeon minister van Transport en de Eilanden. 
Op 26 juni 2018 werd hij minister van Justitie. Hij introduceerde een wet tegen haatmisdrijven (Hate Crime and Public Order (Scotland) Bill) die bescherming moest bieden aan vervolgde minderheden. De wet kreeg in Schotland veel kritiek en werd in september 2020 gewijzigd waarbij vervolging voor het onopzettelijk aanwakkeren van haat werd geschrapt. In 2021 werd hij in de derde regering Sturgeon benoemd tot minister van Volksgezondheid tijdens de voortdurende COVID-19 pandemie.

## Partijleider en First Minister
Toen Sturgeon in februari 2023 aankondigde te zullen aftreden als leider van de SNP en First Minister van Schotland, stelde Yousaf zich kandidaat om haar op te volgen. Hij won in de laatste ronde van de interne verkiezingen binnen de SNP met 52,1% tegen 47,9% van de stemmen van Kate Forbes,  en werd op 27 maart 2023 benoemd tot de nieuwe partijleider. Een dag later werd hij in het Schotse parlement gekozen tot First Minister.  Hij werd hiermee de eerste moslim leider van een West-Europees land. Yousaf kreeg onmiddellijk te maken met een ernstige politieke crisis binnen de SNP. De politie arresteerde twee hoge partijfunctionarissen, waaronder de man van Nicola Sturgeon,  in het kader van een onderzoek naar fraude met partijfinanciën. Er werden binnen de partij twijfels geuit over het verloop van de leiderschapsverkiezingen. De kernvraag was of Yousaf, als de kandidaat die politiek het dichtste bij Sturgeon stond, ook zou hebben gewonnen als de informatie over de financiële gang van zaken in de partij eerder bekend was geworden.
Op 17 mei 2023 werd Yousaf beëdigd als lid van de Privy Council.

### Aftreden
In april 2024 ontstond er een conflict in de Schotse regering tussen de SNP en coalitiepartner de Scottish Green Party. Aanleiding hiervoor was verzet van de Groenen tegen een wijziging van het regeringsbeleid inzake het verstrekken van puberteitsremmers aan minderjarige transgenders, en tegen de verlaging van de ambities inzake klimaatbeleid. Op 25 april verbrak Yousaf het coalitieakkoord met de Groenen, die vervolgens verklaarden moties van wantrouwen van de oppositiepartijen tegen de regering en tegen Yousaf zelf te zullen steunen. Op 29 april, voordat de moties in het parlement behandeld konden worden, kondigde Yousaf aan te zullen aftreden als partijleider van de SNP en als First Minister van Schotland, zodra er een opvolger bekend was.
Op 6 mei werd John Swinney uitgeroepen tot de nieuwe leider van de SNP. Het Schotse parlement keurde een dag later zijn benoeming tot eerste minister goed waarop Yousaf formeel aftrad. Hij bleef als 'backbencher' lid van het Schotse parlement. 

## Politieke standpunten
Yousaf wordt gezien als sociaal progressief. Hij is voorstander van de voortzetting van het sociaal progressieve beleid van Sturgeon. Hij heeft zich uitgesproken voor het homohuwelijk en versoepeling van de regels rond het wijzigen van de juridische genderidentiteit voor transpersonen (Gender Recognition Reform (Scotland) Bill). 
Hij stemde bij het referendum over Schotse onafhankelijkheid in 2014 voor afscheiding van Schotland van het Verenigd Koninkrijk. Hij is voor een tweede referendum maar alleen als peilingen aangeven dat er onder de bevolking van Schotland een duidelijke meerderheid is: 51% steun voor onafhankelijkheid vindt hij niet voldoende. Hij is er voorstander van dat Schotland een republiek wordt.